# Geschieberita
La geschieberita és un mineral de la classe dels sulfats. Rep el nom de la veta Geschieber, una de les vetes més importants de Jáchymov.

## Característiques
La geschieberita és un sulfat de fórmula química K₂(UO₂)(SO₄)₂(H₂O)₂. Va ser aprovada com a espècie vàlida per l'Associació Mineralògica Internacional el 2014, sent publicada l'any 2015. Cristal·litza en el sistema ortoròmbic. La seva duresa a l'escala de Mohs és 2.
L'exemplar que va servir per a determinar l'espècie, el que es coneix com a material tipus, es troba conservat a les col·leccions del Museu Mineralògic Fersmann, de l'Acadèmia de Ciències de Rússia, a Moscou (Rússia), amb el número de registre: 4537/1.

## Formació i jaciments
Va ser descoberta a la mina Svornost, a la localitat txeca de Jáchymov, al Districte de Karlovy Vary (Regió de Karlovy Vary, República Txeca), on es troba en forma d'agregats cristal·lins de color verd brillant, normalment associada a guix i a adolfpateraïta. Aquest indret és l'únic a tot el planeta on ha estat descrita aquesta espècie mineral.